# Джон Закарі Янг
Джон Закарі Янг (18 березня 1907 — 4 липня 1997), також відомий як «JZ» або «JZY» — англійський зоолог і нейрофізіолог, на думку багатьох, один із найвпливовіших біологів XX століття. Член Лондонського Королівського Товариства.

## Біографія
Янг навчався в коледжі Мальборо. У 1928 році він отримав диплом із зоологією першого класу з відзнакою в коледжі Магдалини в Оксфорді. Під керівництвом К. С. Льюїса 12 жовтня 1942 року у Сократівському клубі в Оксфорді Джон Закарі Янг виступив на тему «Мета та задум у природі» в рамках серії доповідей і дебатів. У 1945 році він був обраний членом Королівського товариства і став професором анатомії в Університетському коледжі Лондона до 1974 року.[джерело?]
Янг був обраний до Американської академії мистецтв і наук у 1957 році. Серед інших його нагород — Медаль Ліннея за зоологію від Ліннеївського товариства Лондона, присуджена в 1973 році. У 1973 році він був обраний членом Американського філософського товариства. У 1974 році Університет Бата присвоїв йому почесний ступінь (доктор наук). Протягом багатьох років Янг проводив літній сезон експериментів на Stazione Zoologica в Неаполі. У 1991 році місто надало йому почесне громадянство, а президент Зоологічного товариства (Stazione Zoologica) нагородив його своєю Золотою медаллю. Того ж року він був запрошений Італійським товариством експериментальної біології (Società Italiana di Biologia Sperimentale) прочитати ювілейну лекцію, як найстаріший живий член товариства; для цієї лекції Янг обрав ту ж тему, про яку він говорив 63 роки тому, в 1928 році.[джерело?]
Янг став членом-засновником Всесвітньої ради культури У 1981 році.
Янг надихався братом свого прапрадіда, Річарда, англійського вченого та єгиптолога Томаса Янга, який був доктором медичних наук, ФРС (1773—1829).
Роботу Янга використав Моше Фельденкрайз під час створення уроків «Усвідомлення через рух», оскільки Янг був другом Моше Фельденкрайза.

## Дослідницька робота
Загалом більшість наукових досліджень Янга були присвячені нервовій системі. Його роботи в 1930-х роках надихнули сера Ендрю Хакслі та сера Алана Ходжкіна на роботу, за яку вони отримали Нобелівську премію. Він відкрив гігантський аксон кальмара та відповідний гігантський синапс кальмара.
Під час Другої світової війни, спираючись на свою роботу з порівняльної анатомії та відновлення пошкоджених нервів у кальмарів і восьминогів, Янг створив підрозділ в Оксфордському університеті для вивчення нервів, оскільки багато солдатів отримали пошкодження нервів під час війни. Його команда досліджувала біохімічні умови, які контролюють ріст нервових волокон, а також шукала шляхи прискорення відновлення периферичних нервів. Працюючи з Пітером Медаваром, Янг знайшов спосіб з'єднати невеликі периферичні нерви за допомогою «клею» з плазми.
Після Другої світової війни Янг зацікавився вивченням центральної нервової системи та функцій мозку. З 1949 року він обговорював і листувався з математиком Аланом Тюрінгом про клітини мозку, пам'ять, розпізнавання образів та ембріологію.
У 1950 році ВВС запросила Янга прочитати лекції Рейта. У своїй серії з восьми радіопередач під назвою «Сумнів і впевненість у науці» він познайомив аудиторію Бі-Бі-Сі з темами свого дослідження.
Проте Янга, мабуть, найбільше запам'ятали за його двома підручниками «Життя хребетних» і «Життя ссавців».  Він був президентом Морської біологічної асоціації (MBA) з 1976 по 1986 рік.

## Особисте життя
Янг народився в Манготсфілді поблизу Бристоля. Після переїзду до Лондона, щоб зайняти посаду в Університетському коледжі Лондона, він спочатку жив у Челсі, а потім у 1962 році переїхав до Камдентауна. Після виходу на пенсію в 1974 році він поступово переїхав з Лондона до старої цегляної печі в Бріллі в Бакінгемширі. Більшу частину своєї пенсії він продовжував працювати в лабораторії Оксфордського університету. 
Янг був одружений двічі: з Філліс Хіні (художниця) у нього було двоє дітей, Корделія та Саймон Закарі, а після смерті дружини, в 1987 році, одружився з Реймонд Парсонс (також художниця), з якою мав доньку Кейт Френсіс. 

## Публікації
- Життя хребетних. 1st ed 767pp 1950 (виправлений 1952 repr); 2-е видання 820 pp 1962; 3-е видання 645 стор 1981
- Сумнів і впевненість у науці, 1950 BBC Reith Lectures
- Сумнів і впевненість у науці, 1951
- Життя ссавців. 1-е видання 820 pp 1957; 2-е видання 528 стор 1975
- Систематика хребетних тварин
- Модель мозку, 1964
- Система пам'яті мозку, 1966
- Вступ до вивчення людини, 1971
- Анатомія нервової системи Octopus vulgaris, 1971
- Програми мозку, 1978 (1975–77 Гіффордові лекції, онлайн)
- Філософія і мозок, 1987
- Багато наукових праць, переважно з питань нервової системи.
- Мозок і життя головоногих молюсків, Маріон Ніксон і покійний Джон З. Янг, 2003 р., перевидано 2011 р.